# Militärkoloni
Militärkoloni var ett område, där ett erövrande folk gjort sina soldater bofasta såväl för att bevaka och med sig sammangjuta de besegrade som för att skydda gränserna mot fientligt infall. Sådana kolonier (lat. castra stativa) inrättades av romarna i Gallien, vid Rhen och i andra erövrade trakter samt gav upphov till många av de nuvarande stora städerna. Liknande anordningar vidtog spanjorer och portugiser i Amerika, engelsmän, österrikare, turkar och före dem även kineser i åtskilliga trakter.
Tanken fanns även i det svenska indelningsverket och i det ryska kosackväsendet. Särskild ryktbarhet har de ryska militärkolonierna fått, som 1820–25 började anläggas av kejsar Alexander I på inrådan av krigsministern Araktjejev. Hela infanteri- och senare även kavalleriregementen förlades inom ett för vart och ett bestämt område, där manskapet fördelades på kronogodsen. Därigenom ville man göra soldaterna förtrogna med jordbruket och ge dem böjelse för borgerliga sysselsättningar, på samma gång man påräknade en minskning i kostnaderna för arméns underhåll, lättare rekrytering, bildandet av en reserv, möjligheten att försörja avskedade soldater samt på samma gång förbättring och lättnad i jordbruket. Den stränghet, med vilken åtgärden genomfördes, retade befolkningen på många håll till uppror, och efter åtskilliga förändringar upphävdes hela inrättningen 1857.